# GNU Coding Standards
Standardy kodowania GNU (The GNU coding standards) to zestaw reguł i wskazówek dotyczących pisania programów komputerowych, które są konsekwentnie stosowane w obrębie systemu GNU. Dokumentacja standardu jest częścią Projektu GNU i jest dostępna na stronie internetowej projektu. Podczas, gdy standard skupiony jest głównie wokół pisania wolnego oprogramowania dla GNU w języku C, większość można zaaplikować ogólnie do oprogramowania. Projekt GNU w szczególności zachęca swoich zwolenników aby zawsze starać się podążać za tymi standardami, niezależnie od tego czy program jest napisany w C. Styl formatowania kodu w C jest szeroko rozpowszechniony w środowisku wolnego oprogramowania. Niezależnie od tego każdy może stosować te wskazówki.